# Kevin Kaesviharn
(en) Statistiques sur pro-football-reference
Kevin Robert Kaesviharn (né le 29 août 1976 à Paramount) est un joueur américain de football américain et d'arena football (football américain en salle).

## Enfance
Kaesviharn naît à Paramount en Californie. Cependant, il déménage dans le Minnesota et s'installe à Lakeville. Il fait ses études à la Lakeville High School où il intègre les équipes de football américain, d'athlétisme et basket-ball du lycée.

## Carrière

### Université
Il entre à l'Agustana College en 1994 et commence à jouer avec l'équipe de football américain des Vikings, évoluant en Division II. Kaesviharn fait deux années comme safety titulaire et une autre comme cornerback titulaire ; il totalise 167 tacles, six interceptions et trente-quatre passes déviées. En 1997, il est nommé dans l'équipe de la conférence NCC.
Parallèlement à cela, il participe à une édition du championnat de la North Central Conference, où il termine quatrième du triple saut et sixième du concours du saut en longueur. Il sort diplômé en 1998, avec une mention de mathématique et d'éducation physique.

### Professionnel
Kevin Kaesviharn n'est sélectionné par aucune équipe lors du draft de la NFL de 1998. En 1999, il décide de se diriger vers l'Arena Football League, principale ligue de football américain en salle du pays, et signe avec les Barnstormers de l'Iowa. Après une saison 1999 (rookie) prometteuse, il fait une saison 2000 excellente, faisant soixante-dix-neuf tacles, neuf interceptions, quatorze passes déviées et un fumble récupéré durant la saison régulière (play-offs non compris). Kaesviharn est même nommé dans l'équipe AFL de la saison. Il devient le troisième joueur de l'histoire de l'AFL à faire plus de cent tacles lors d'une saison.
Ce succès en arena football permet à Kaesviharn de se voir ouvrir les portes du « vrai » football. En effet, en 2001, il signe avec les Demons de San Francisco, évoluant dans la jeune XFL. Il est celui qui effectue le plus d'interception de l'équipe avec trois. Les Demons s'inclinent lors de la finale du championnat, baptisé Million Dollar Game, face aux Xtreme de Los Angeles. La ligue ferme ses portes dès la fin de sa première saison.
En 2001, il signe avec les Packers de Green Bay, faisant son entrée en NFL. Cependant, il n'y reste que le temps de la pré-saison et est libéré peu de temps avant le début de la saison. Quatre semaines plus tard, il signe avec les Bengals de Cincinnati où il joue, pendant deux saisons, comme cornerback remplaçant. Cependant, il joue ses premiers matchs professionnels comme titulaire. Le 17 octobre 2004, contre les Browns de Cleveland, il récupère un fumble de Lee Suggs qu'il retourne en touchdown de trois yards. Ce sera l'unique touchdown de la carrière professionnelle de Kaesviharn. En 2005, il joue l'ensemble des matchs de la saison comme safety titulaire et effectue soixante-trois tacles ainsi que trois interceptions. La saison suivante, il joue seulement sept matchs comme titulaire mais effectue six interceptions.
Après la saison 2006, son contrat avec les Bengals expire. Le 13 mars 2007, il signe avec les Saints de La Nouvelle-Orléans pour une durée de quatre saisons. Après une saison comme second, il fait la majorité de la saison 2008 comme titulaire. Le 4 décembre 2008, il déclare forfait pour le reste de la saison après une blessure à la nuque sévère comme le précise son entraîneur Sean Payton. Le 26 mars 2009, les Saints résilient le contrat de Kaesviharn.
Le 24 août 2009, il signe avec les Panthers de la Caroline après la blessure à la main de Charles Godfrey, nécessitant une opération chirurgicale. L'arrivée de Kaesviharn entraîne le départ de Jason Carter pour ne pas dépasser le quota de joueur autorisé. Cependant, il ne reste pas longtemps et est libéré peu de temps après. Il retrouve une équipe le 29 septembre 2009 en la personne des Titans du Tennessee mais il doit se contenter d'un poste de remplaçant.

## Palmarès
- Seconde équipe de la North Central Conference 1996
- Équipe de la North Central Conference 1997
- Équipe de l'AFL 2000